# بوقطب

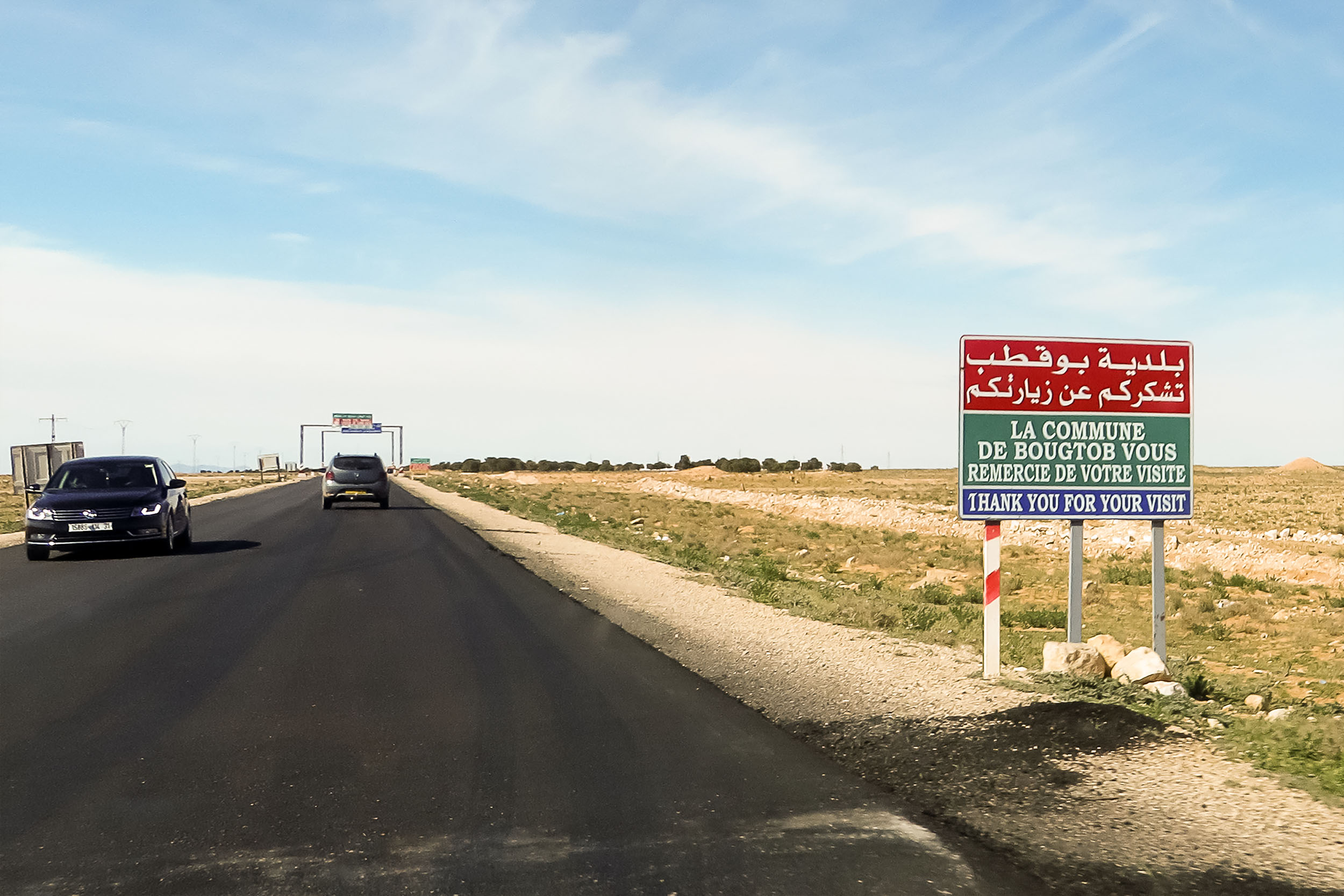
بوقطب

بوقطب (به عربی: بوقطب) یک شهرداری‌های الجزایر در الجزایر است که در ناحیه بوقطب واقع شده‌است.
 بوقطب  ۱۸٬۵۶۸ نفر جمعیت دارد.